# Tricyphona frigida
Tricyphona (Tricyphona) frigida là một loài ruồi trong họ Pediciidae. Chúng phân bố ở vùng sinh thái Nearctic.